# MTV Video Music Awards 1999
Gli MTV Video Music Awards 1999 sono stati la 16ª edizione dell'omonimo premio e si sono svolti il 9 settembre 1999 al Metropolitan Opera House di New York. In quest'edizione sono stati premiati i migliori video pubblicati tra il 13 giugno 1998 e l'11 giugno 1999. 
Quest'edizione è stata presentata da Chris Rock e Lauryn Hill ha vinto in quattro categorie, risultando la più premiata della serata.

## Esibizioni
- Kid Rock (feat. Run-DMC, Steven Tyler, Joe Perry & Joe C.)
- Lauryn Hill
- Backstreet Boys
- Ricky Martin
- Nine Inch Nails
- TLC
- Fatboy Slim
- Jay-Z (feat. DJ Clue & Amil)
- Britney Spears & 'N Sync
- Eminem & Dr. Dre & Snoop Dogg

## Vincitori e candidati
I vincitori sono scritti in grassetto.

### Video dell'anno
- Lauryn Hill - Doo Wop (That Thing)
- Backstreet Boys - I Want It That Way
- Korn - Freak on a Leash
- Ricky Martin - Livin' la vida loca
- Will Smith feat. Dru Hill & Kool Moe Dee - Wild Wild West

### Miglior video maschile
- Will Smith - Miami
- Eminem - My Name Is
- Lenny Kravitz - Fly Away
- Ricky Martin - Livin' la vida loca

### Miglior video femminile
- Lauryn Hill - Doo Wop (That Thing)
- Jennifer Lopez - If You Had My Love
- Madonna - Beautiful Stranger
- Britney Spears - ...Baby One More Time

### Miglior video di un gruppo
- TLC - No Scrubs
- Backstreet Boys - I Want It That Way
- Limp Bizkit - Nookie
- NSYNC - Tearin' Up My Heart
- Sugar Ray - Every Morning

### Miglior video pop
- Ricky Martin - Livin' la vida loca
- Backstreet Boys - I Want It That Way
- Jennifer Lopez - If You Had My Love
- NSYNC - Tearin' Up My Heart
- Britney Spears - ...Baby One More Time

### Miglior video rap
- Jay Z feat. Ja Rule & Amil - Can I Get a...
- Tupac Shakur- Changes
- DMX - Ruff Ryder's Anthem (Stop Drop)
- Nelly feat. Puff Diddy - Hate Me Now

### Miglior video R&B
- Lauryn Hill - Doo Wop (That Thing)
- Aaliyah - Are You That Somebody?
- Brandy- Have You Ever?
- Whitney Houston feat. Faith Evans & Kelly Price - Heartbreak Hotel

### Miglior video hip-hop
- Beastie Boys - Intergalactic
- Busta Rhymes feat. Janet Jackson - What's It Gonna Be ?!
- Lauryn Hill - Doo Wop (That Thing)
- TLC- No Scrubs

### Miglior video dance
- Ricky Martin - Livin' la vida loca
- Cher - Believe
- Fatboy Slim - Praise You
- Jordan Knight - Give It to You
- Jennifer Lopez - If You Had My Love

### Miglior video rock
- Korn - Freak on a Leash
- Limp Bizkit - Nookie
- Kid Rock - Bawitdaba
- Lenny Kravitz - Fly Away
- The Offspring - Pretty Fly (for a White Guy)

### Miglior artista esordiente
- Eminem - My Name Is
- Kid Rock - Bawitdaba
- Jennifer Lopez - If You Had My Name
- Orgy - Blue Monday

### Miglior video da un film
- Madonna - Beautiful Stranger
- Aaliyah - Are You That Somebody?
- Jay Z feat. Ja Rule & Amil - Can I Get a...
- Will Smith feat. Dru Hill & Kool Moe Dee - Wild Wild West

### Miglior regia
- Fatboy Slim - Praise You
- Busta Rhymes feat. Janet Jackson - What's It Gonna Be
- Eminem - My Name Is
- Korn - Freak on a Leash
- TLC - No Scrubs

### Miglior coreografia
- Fatboy Slim - Praise You
- Ricky Martin - Livin' la vida loca
- Will Smith feat. Dru Hill & Kool Moe Dee - Wild Wild West
- Britney Spears - ...Baby One More Time

### Miglior effetti speciali
- Garbage - Special
- The Black Eyed Peas - Joints & Jams
- Busta Rhymes feat. Janet Jackson - What's It Gonna Be
- Korn - Freak on a Leash
- Madonna - Nothing Really Matters
- Will Smith - Miami

### Miglior direzione artistica
- Lauryn Hill - Doo Wop (That Thing)
- Barenaked Ladies - One Week
- Busta Rhymes feat. Janet Jackson - What's It Gonna Be
- Korn - Freak on a Leash
- TLC - No Scrubs

### Miglior montaggio
- Korn - Freak on a Leash
- Tupac Shakur - Changes
- Cher - Believe
- TLC - No Scrubs

### Miglior fotografia
- Marilyn Manson - The Dope Show
- Hole - Malibù
- Korn - Freak on a Leash
- Madonna - Beautiful Stranger
- Will Smith - Miami

### Video innovativo
- Fatboy Slim - Praise You
- Busta Rhymes - Gimme Some More
- Eels - Last Stop: This Town
- Eminem feat. Dr. Dre - Guilty Coscience
- Korn - Freak on a Leash
- U.N.K.L.E. - Rabbit In Your Headlight

### Scelta del pubblico
- Backstreet Boys - I Want It That Way
- NSYNC - Tearin' Up My Heart
- Jay Z feat. Ja Rule & Amil - Can I Get a...
- Korn - Freak on a Leash
- Ricky Martin - Livin' la vida loca
- TLC - No Scrubs